# Bohdan Knorring
Bohdan Fiodorowicz Knorring (ros. Богдан Федорович Кнорринг, ur. 1744, zm. 1825) – rosyjski generał piechoty od 1806, generał kwatermistrz od 1788.

## Życiorys
Był w korpusie kadetów, szkolenie ukończył w 1764. Wziął udział w wojnie rosyjsko-tureckiej 1768-1774, wojnie rosyjsko-szwedzkiej 1788-1790. W czasie powstania kościuszkowskiego przypuścił zwycięski szturm na pozostające w rękach powstańców Wilno. Od 1808 głównodowodzący armii czynnej w wojnie rosyjsko-szwedzkiej 1808-1809. Był odznaczony Orderem Świętego Jerzego II i IV klasy, Orderem Świętego Włodzimierza II klasy i Orderem Świętej Anny I klasy.